# Franz Ernst Neumann
|  | Per a altres significats, vegeu «Franz Neumann». |

Franz Ernst Neumann   (Joachimsthal, 11 de setembre de 1798 - Königsberg, 23 de maig de 1895) fou un físic i matemàtic alemany.

## Vida i Obra
Neumann és considerat el fundador de la física teòrica a Alemanya en el segle xix. El seu seminari de física a la universitat de Königsberg va ser un exemple de rigor, de iniciativa i de crítica científica.
Va començar els seus estudis secundaris a Berlin, però els va interrompre el 1814 per allistar-se a l'exèrcit contra Napoleó. Va ser greument ferit a la batalla de Ligny i es va llicenciar de l'armada el 1816. Després de resuperar-se en un hospital de Düsseldorf va tornar per acabar els estudis secundaris i el 1817 va començar a estudiar teologia a la universitat de Berlin seguint el desig del seu pare. El 1818 va deixar Berlin per la universitat de Jena on va iniciar els seus estudis científics, interessant-se sobre tot per la cristal·lografia. Retornat a Berlin l'any següent, va presentar la seva tesi doctoral sobre el tema el 1823, essent immediatament nomenat conservador del gabinet de minerals de la universitat, per recomanació de Christian Samuel Weiss, el seu director de tesi.
El 1829 va ser nomenat professor associat de la universitat de Königsberg, juntament amb Jacobi, amb qui mantindria una gran amistat al llarg del temps. Juntament amb ell va fundar el seminari de física matemàtica l'any 1833, amb el que s'inauguraria una tradició de rigor quantitatiu que es va transmetre al conjunt de les universitats alemanyes.

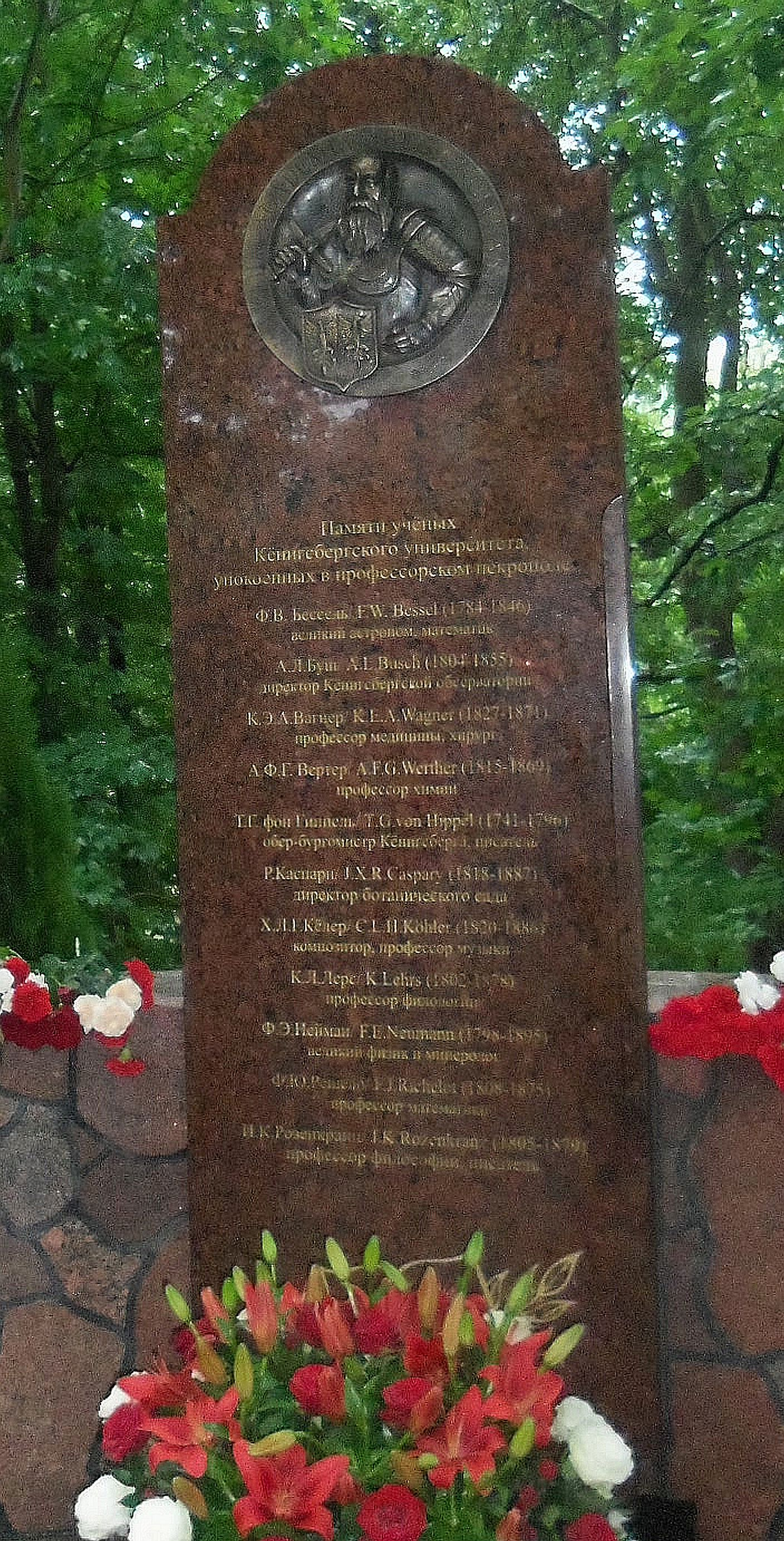
Cenotafi erigit a l'antic cementiri dels professors de Kaliningrad.

Es va retirar com a professor el 1873, però encara va continuar uns quants anys atenent el seminari. La seva bona salut li va permetre fer muntanyisme amb més de vuitanta anys. En morir el 1895, amb prop de cent anys, va ser enterrat en el conegut com cementiri dels professors (Alte Neuroßgaerterfriedhof) que va ser arrasat durant la Segona Guerra Mundial; l'any 2014 les autoritats municipals van erigir un cenotafi en el mateix lloc on estava el cementiri, commemorant els professors que havien estat enterrats allà.
El 1833 va ser escollit membre de l'Acadèmia Prussiana de les Ciències.
Els seus principals treballs van ser en els camps de la cristal·lografia, de l'electrodinàmica, de l'òptica i de la inducció electroestàtica. Les seves classes sobre mecànica introductòries a la física teòrica sempre anaven acompanyades d'exercicis pràctics. Fins i tot en presentar els fonaments de la mecànica analítica, s'esforçava per aplicar els principis el més aviat possible a problemes pràctics, com ara la construcció d'instruments.
Neumann només va publicar una petita fracció dels seus descobriments, la major part dels quals els va fer públics en les seves classes. El seu fill, el conegut matemàtic Carl Neumann, va preparar una edició de les seves classes el 1895, però mai va ser publicada..